# Liste der Einträge im National Register of Historic Places im Howard County (Missouri)

Lage des Howard County in Missouri

Die Liste der Einträge im National Register of Historic Places im Howard County in Missouri führt die Bauwerke und historischen Stätten im Howard County auf, die in das National Register of Historic Places aufgenommen wurden.

## Legende
| NRHP | Historic Place    |
| HD   | Historic District |

## Aktuelle Einträge
| [ 3 ] | Name                                               | Bild                                               | Eintragsdatum        | Lage | Ort          | Beschreibung |
| ----- | -------------------------------------------------- | -------------------------------------------------- | -------------------- | --- | ------------ | ------------ |
| 1     | Edwin and Nora Payne Bedford House                 | Edwin and Nora Payne Bedford House                 | 1998 ID-Nr. 97001666 | 308 South Main Street 39° 8′ 39″ N, 92° 47′ 47″ W | Fayette      |              |
| 2     | Boonslick State Park                               | Boonslick State Park                               | 1969 ID-Nr. 69000104 | Rund eine Meile nördlich von Boonesboro an der MO 87 39° 5′ 1″ N, 92° 52′ 44″ W                                                                                          | Boonesboro   |              |
| 3     | Campbell Chapel African Methodist Episcopal Church | Campbell Chapel African Methodist Episcopal Church | 1997 ID-Nr. 97001427 | 602 Commerce Street 39° 13′ 36″ N, 92° 50′ 29″ W | Glasgow      |              |
| 4     | Cedar Grove                                        |                                                    | 1982 ID-Nr. 82003140 | Westlich von Franklin 39° 0′ 35″ N, 92° 47′ 57″ W | Franklin     |              |
| 5     | Central Methodist College Campus Historic District | Central Methodist College Campus Historic District | 1980 ID-Nr. 80002357 | Abgegrenzt durch Mulberry Street, Elm Street, Church Street und MO 5 39° 8′ 57″ N, 92° 42′ 29″ W                                                                         | Fayette      |              |
| 6     | Coleman Hall                                       | Coleman Hall                                       | 1986 ID-Nr. 86001326 | 502 North Linn Street 39° 8′ 55″ N, 92° 41′ 10″ W | Fayette      |              |
| 7     | Fayette City Park Swimming Pool                    | Fayette City Park Swimming Pool                    | 1999 ID-Nr. 99000457 | Memorial Park 39° 9′ 7″ N, 92° 41′ 42″ W | Fayette      |              |
| 8     | Fayette Courthouse Square Historic District        | Fayette Courthouse Square Historic District        | 1998 ID-Nr. 98000069 | Abgegrenzt durch South Main Street, North Main Street, West Morrison Street, East Morrison Street, North Church Street und West Davis Street 39° 8′ 45″ N, 92° 40′ 57″ W | Fayette      |              |
| 9     | Fayette Residential Historic District              |                                                    | 2009 ID-Nr. 09000681 | Abgegrenzt durch Church Street, West Morrison Street und Cleveland Avenue 39° 8′ 35″ N, 92° 41′ 8″ W                                                                     | Fayette      |              |
| 10    | Finks-Harvey Plantation                            |                                                    | 1978 ID-Nr. 78001649 | Westlich von Roanoke 39° 19′ 20″ N, 92° 45′ 11″ W | Roanoke      |              |
| 11    | Glasgow Commercial Historic District               | Glasgow Commercial Historic District               | 1992 ID-Nr. 91001915 | 501-623 First Street, 100-195 Market Street, 603 Second Street 39° 13′ 35″ N, 92° 50′ 48″ W                                                                              | Glasgow      |              |
| 12    | Glasgow Presbyterian Church                        | Glasgow Presbyterian Church                        | 1982 ID-Nr. 82003141 | Commerce Street Ecke 4th Street 39° 13′ 36″ N, 92° 50′ 36″ W | Glasgow      |              |
| 13    | Glasgow Public Library                             | Glasgow Public Library                             | 1969 ID-Nr. 69000106 | Market Street Ecke 4th Street 39° 13′ 34″ N, 92° 50′ 36″ W | Glasgow      |              |
| 14    | Greenwood                                          | Greenwood                                          | 1983 ID-Nr. 83000994 | MO 5 39° 3′ 49″ N, 92° 45′ 4″ W | Fayette      |              |
| 15    | Harris-Chilton-Ruble House                         | Harris-Chilton-Ruble House                         | 1980 ID-Nr. 80002359 | 108 North Missouri Avenue 39° 1′ 12″ N, 92° 44′ 28″ W | New Franklin |              |
| 16    | Thomas Hickman House                               |                                                    | 2006 ID-Nr. 06000627 | 10 Research Center Road 39° 1′ 22″ N, 92° 45′ 37″ W | New Franklin |              |
| 17    | Inglewood                                          |                                                    | 1990 ID-Nr. 90000981 | 701 Randolph Street 39° 13′ 48″ N, 92° 50′ 18″ W | Glasgow      |              |
| 18    | Prior Jackson Homeplace                            |                                                    | 1980 ID-Nr. 80002358 | Südlich von Fayette an der MO DD 39° 8′ 3″ N, 92° 41′ 20″ W | Fayette      |              |
| 19    | Alfred W. Morrison House                           |                                                    | 1969 ID-Nr. 69000105 | Rund eine Meile südwestlich von Fayette an der MO 5 39° 8′ 3″ N, 92° 41′ 36″ W                                                                                           | Fayette      |              |
| 20    | Oakwood                                            | Oakwood                                            | 1982 ID-Nr. 82003138 | 1 Leonard Avenue 39° 8′ 51″ N, 92° 40′ 34″ W | Fayette      |              |
| 21    | Rivercene                                          |                                                    | 1973 ID-Nr. 73001039 | R.F.D. 1 38° 59′ 8″ N, 92° 44′ 30″ W | New Franklin |              |
| 22    | St. Mary’s Episcopal Church                        | St. Mary’s Episcopal Church                        | 1982 ID-Nr. 82003139 | 104 West Davis Street 39° 8′ 46″ N, 92° 41′ 6″ W | Fayette      |              |
| 23    | South Main Street Historic District                | South Main Street Historic District                | 1999 ID-Nr. 99000083 | 200, 202, 204 und 208-312 South Main Street 39° 8′ 37″ N, 92° 40′ 50″ W                                                                                                  | Fayette      |              |
| 24    | Dr. Uriel S. Wright Office                         | Dr. Uriel S. Wright Office                         | 1987 ID-Nr. 87001727 | 120 Church Street 39° 8′ 49″ N, 92° 41′ 1″ W | Fayette      |              |